# BG Group
BG Group was een multinationale olie en aardgasmaatschappij gevestigd in het Verenigd Koninkrijk. Het was wereldwijd actief in zo’n 25 landen. Het produceerde in 2014 circa 600.000 vaten olie-equivalent per dag en had verder belangen in het vloeibaar maken van aardgas. Het bedrijf was beursgenoteerd en werd begin 2016 overgenomen door Royal Dutch Shell.

## Geschiedenis
Het bedrijf was een afsplitsing van British Gas plc. In 1997 werden de gasdistributie-activiteiten afgesplitst in Centrica en bleven de upstream- en gastransmissie-activiteiten achter bij BG Group. In oktober 2000 werd het aardgas-hoofdleidingnetwerk afgesplitst in de Lattice Group. Lattice is in 2002 gefuseerd met National Grid, dat het Britse hoogspanningsnetwerk voor elektriciteit beheert.

### Overnamebod Shell
In april 2015 deed Royal Dutch Shell een overnamebod van 64 miljard euro op BG Group. De transactie was de grootste in de olie- en gassector in meer dan tien jaar. Met de koop versterkte Shell de positie in de markt voor lng. Ten opzichte van 2014 voegde de overname circa 25% toe aan de reserves van Shell en 20% aan de productie. De overname werd deels betaald in aandelen en de oud-aandeelhouders van BG kregen in totaal 19% van het gecombineerde bedrijf in handen. Op woensdag 27 januari 2016 gingen de aandeelhouders van Shell akkoord met de overname en op 28 januari volgden de aandeelhouders van BG.

## Activiteiten
BG Group had twee hoofdactiviteiten:
- Upstream: de productie van aardolie en aardgas wereldwijd. In 2014 haalde BG Group zo'n 220 miljoen vaten aan olie en gas naar boven. De drie belangrijkste landen waar werd geproduceerd waren het Verenigd Koninkrijk, Egypte en Trinidad en Tobago. Brazilië is sterk in opkomst.
- LNG Shipping & Transport: hier werd voornamelijk gehandeld in vloeibaar aardgas. In 2014 verhandelde het bedrijf zo'n 11 miljoen ton lng.

### Resultaten
De resultaten van BG Group stonden in 2013 en 2014 onder druk vanwege afboeking op activa, mede veroorzaakt door de scherpe val van de olieprijs op de wereldmarkt. Zonder deze bijzondere lasten werd in 2014 een nettowinst behaald van US$ 4 miljard.
| Jaar | Productie in BOE per dag | Omzet (× miljoen) | Nettoresultaat (× miljoen) | Werknemers |
| ---- | ------------------------ | ----------------- | -------------------------- | ---------- |
| 2010 | niet bekend              | US$ 13.710        | US$ 3493                   | 6200       |
| 2011 | niet bekend              | US$ 17.849        | US$ 4296                   | 6600       |
| 2012 | 657.000                  | US$ 19.200        | US$ 4617                   | 5700       |
| 2013 | 633.000                  | US$ 19.311        | US$ 2450                   | 5400       |
| 2014 | 606.000                  | US$ 19.949        | US$ -1044                  | 4900       |